# Ryndziuny
Ryndziuny (lit. Rindžiūnai) − wieś na Litwie, w okręgu wileńskim, w rejonie solecznickim, w gminie Dziewieniszki, 5 km na południe od Dziewieniszek, zamieszkana przez 32 ludzi.

## Historia
W czasach zaborów wieś w okręgu wiejskim Dziewieniszki, w gminie Dziewieniszki, w powiecie oszmiańskim, w guberni wileńskiej Imperium Rosyjskiego. W 1866 liczyła 48 mieszkańców w 7 domach, należała do dóbr Gieranony, własność Korwinów-Milewskich. Pod koniec XIX wieku istniała wieś i folwark. Wieś zamieszkiwało 98 mieszkańców, folwark – 6 mieszkańców (własność Milewskich).
W latach 1921–1945 wieś leżała w Polsce, w województwie wileńskim, w powiecie oszmiańskim, w gminie Dziewieniszki.
W 1931 w 17 domach zamieszkiwało 105 osób.
Wierni należeli do parafii rzymskokatolickiej w Gieranonach. Miejscowość podlegała pod Sąd Grodzki w Holszanach i Okręgowy w Wilnie; właściwy urząd pocztowy mieścił się w Dziewieniszkach.